# Ljungaverk
För albumet av Stiftelsen, se Ljungaverk (musikalbum).

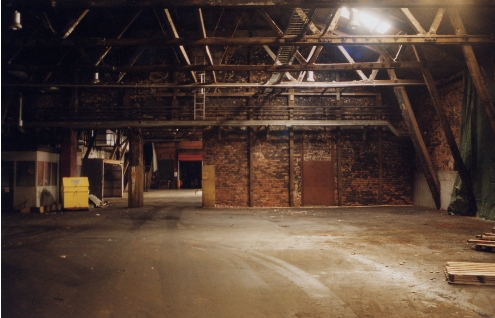
Insidan av salpeterfabriken i Ljungaverk efter nedläggningen.

Ljungaverk är ett samhälle i Ljungans dalgång, i Ånge kommun, Medelpad som sedan 2015 tillsammans med Fränsta utgör tätorten Ljungaverk och Fränsta. Ljungaverk räknades under många år som en av de stora bruksorterna inom svensk kemisk industri då företaget KemaNobel hade en salpeterfabrik (Ljunga salpeter) på orten. Ibland anses Ljungaverk vara svensk kemiindustris vagga.

## Historia
Orten Ljungaverk föddes i början av 1900-talet då Stockholms Superfosfat Fabriks AB byggde ut Hångstaforsarna i Ljungan för elektricitetsproduktion. Avsikten var att anlägga elintensiv industri, och då ingen infrastruktur för långväga transport av elektrisk energi fanns i början av seklet byggde man industri och kraftproduktion tillsammans. Kraftverket invigdes den 24 september 1912, och tillverkning av karbid påbörjades. Under de närmaste påföljande åren invigdes produktion av kalkkväve, svavelsyra, ammoniumsulfat och ammoniumnitrat. Flera fabriker invigdes efterhand. 

### Andra Världskriget
Under andra världskriget tillverkades syntetiskt gummi i Ljungaverk, i en fabriksbyggnad som idag används av företaget Permascand. Gummifabriken drabbades av en svår explosionsolycka den 6 oktober 1944. Fosfatbolaget tillverkade även tungt vatten med en kapacitet om 2300 liter per år under kriget. Det tunga vattnet såldes både till Nazitysklands kärnkraftsprogram och Manhattan-projektet i USA. 

### 1990-talet
Under 1990-talet svepte en nedläggningsvåg över Ljungaverk, då de flesta av fabrikerna avvecklades. En liten del av industriverksamheten finns dock fortfarande kvar 
På senare år har även bandet Stiftelsen satt Ljungaverk på kartan och de boende i Ljungandalen gör allt de kan för att få ljungandalen att återfå sin fornstora glans.

### Befolkningsutveckling
| Befolkningsutvecklingen i Ljungaverk 1950–2015                                                          | Befolkningsutvecklingen i Ljungaverk 1950–2015 | Befolkningsutvecklingen i Ljungaverk 1950–2015 | Befolkningsutvecklingen i Ljungaverk 1950–2015 | Befolkningsutvecklingen i Ljungaverk 1950–2015 |
| --- | ---------------------------------------------- | ---------------------------------------------- | ---------------------------------------------- | ---------------------------------------------- |
| |                                                |                                                |                                                |                                                |
| År |                                                |                                                | Folkmängd                                      | Areal (ha)                                     |
| 1950 | 1950                                           |                                                | 2 022                                          | ##                                             |
| 1960 | 1960                                           |                                                | 1 904                                          | 351                                            |
| 1965 | 1965                                           |                                                | 1 549                                          | 358                                            |
| 1970 | 1970                                           |                                                | 1 482                                          |                                                |
| 1975 | 1975                                           |                                                | 1 327                                          |                                                |
| 1980 | 1980                                           |                                                | 1 282                                          |                                                |
| 1990 | 1990                                           |                                                | 1 157                                          | 280                                            |
| 1995 | 1995                                           |                                                | 1 070                                          | 282                                            |
| 2000 | 2000                                           |                                                | 942                                            | 282                                            |
| 2005 | 2005                                           |                                                | 917                                            | 283                                            |
| 2010 | 2010                                           |                                                | 885                                            | 283                                            |
| Anm.: 2015 uppgått i tätorten Ljungaverk och Fränsta. ## Som tätort/befolkningsagglomeration 1920–1950. |                                                |                                                |                                                |                                                |

## Idrott
- Ljunga IF (fotboll)
- Johannisbergs AIK (längdskidor)
- Ljungamarkens HEMA (historisk fäktning)
- Ånge judoklubb (judo i Ljungahallen)
- Västra BK (boxning, numera nedlagd)
- Västra Medelpads brännbollsförening (nedlagd)
- Hussborg GK